# Julienne Keutcha
Julienne Keutcha (* 21. Oktober 1924 in Ngwatta, Menoua; † 2000) war eine kamerunische Politikerin und die erste Frau in der Nationalversammlung des Landes.

## Politik
Kamerun wurde im „afrikanischen Jahr“, am 1. Januar 1960, als erste Kolonie von Frankreich unabhängig. Am 10. April 1960 wurde die Kinderkrankenschwester Keutcha zur ersten Frau gewählt, die in der gesetzgebenden Versammlung der Republik Kamerun (Cameroun Oriental) saß. Diese Position hatte sie bis 1965 inne. Nach dem Anschluss und der Unabhängigkeit des britischen Mandats-Treuhandgebiets am 1. Oktober 1961 zog Keutcha von 1962 bis 1972 auch in die Bundesversammlung (Assemblée nationale fédérale) der Föderativen Republik Kamerun ein. Sie war Abgeordnete des Departements Menoua. In den Parlamenten warb Keutcha für die gesellschaftliche Emanzipation von Frauen und Mädchen. Sie setzte sich dafür ein, das Eintrittsalter für das Lycée auf 14 Jahre zu senken, und forderte den Schulverweis für jeden Jungen, der ein Mädchen schwängerte, „da er die Hoffnung einer ganzen Familie zerstört habe“. Im Jahr 1969 wurde sie Mitglied des politischen Büros der Union Nationale Camerounaise (UNC/CNU). Sie war damals die einzige Frau in diesem Gremium. Dort gab sie 1975 das Werk Visages de la femme camerounaise heraus.
Ihr Ehemann Jean Keutcha (1923–2012) war unter anderem Diplomat und Außenminister des Landes und überlebte sie um etwa zwölf Jahre.

## Schriften
- Visages de la femme camerounaise. O.F.U.N.C. 1̈975.

## Belege
1. ↑  Les élites africaines. Édiafric, Paris 1972. S. 207.
2. ↑  mediaterre.org: 98 femmes à l'honneur au Cameroun. (französisch, abgerufen am 28. August 2019)
3. ↑  Les 50 femmes des 50 dernières années (25). KEUTCHA Julienne. In: ICI Cameroun. 16. März 2019, archiviert vom Original (nicht mehr online verfügbar) am 28. August 2019; abgerufen am 28. Februar 2024 (französisch).
4. ↑  Keutcha, Julienne. In: Historical Dictionary of the Republic of Cameroon. S. 291.
5. ↑  The Founding Mothers. In: focusintl.com, Sylvie Proulx. Abgerufen am 24. August 2021 (englisch).

| Personendaten    | Personendaten                            |
| ---------------- | ---------------------------------------- |
| NAME             | Keutcha, Julienne                        |
| KURZBESCHREIBUNG | kamerunische Politikerin und Abgeordnete |
| GEBURTSDATUM     | 21. Oktober 1924                         |
| GEBURTSORT       | Ngwatta, Menoua, Kamerun                 |
| STERBEDATUM      | 2000                                     |